# Desafío: La Gran Batalla
Desafío: La Gran Batalla fue un reality show estadounidense producido y transmitido por el canal Univision. Éste reality show se encuentra basado en el exitoso programa del mismo tipo colombiano Desafío. Conducido por el actor argentino Michel Brown, Se estrenó el día 2 de mayo de 2010 y finalizó el 2 de septiembre de 2010.
En este Desafío compitieron 18 participantes divididos en 3 equipos: Águilas, Barracudas y Jaguares. A diferencia de otra versiones del reality show colombiano, Desafío, esta es la primera vez que el programa tiene participantes de diferentes lugares de Latinoamérica. 

## Formato

### Equipos
El espectáculo cuenta con 18 concursantes, todos son ciudadanos latinoamericanos que viven en los Estados Unidos. Ellos son llevados a una isla en Panamá, donde compiten en varios desafíos hasta que solo quedan tres. Estos tres son votados por el público de la visión de ganar el gran premio. 
Los equipos se establecen sobre la base de que la región de América Latina cada jugador origina a partir de, ya sea directamente o indirectamente. Cada equipo recibió un nombre y un color. El "Jaguares" representan México y América Central y asumirá el color verde, el "Barracudas" representan el Caribe y vestirán de azul, y el "Águilas" provienen de América del Sur y utilizará el color naranja.

### Retos
En cada episodio, los equipos participarán en tres "Desafíos":
- Desafío Territorial - Los equipos compiten por las mejores condiciones de vida, y los ganadores de recibir las "llaves" de Playa Alta, una casa de playa de lujo, decoradas con camas, duchas y comida. El segundo equipo se pone a vivir a Playa Media, que es cómodo, pero menos extravagante, con un techo y hamacas para dormir, así como ollas, sartenes y algo de comida para que se cocinen. El equipo de tercer lugar recibe las "llaves" de Playa Baja, que cuenta con las peores condiciones para vivir, los jugadores tienen que vivir al aire libre o construir su propio refugio , y no tienen comida o agua que se les da.

- Desafío de Salvación - El equipo gana de ganar la inmunidad de la eliminación y la oportunidad de ser jueces en la final "Juicio" o juicio.

- Desafío final - es entre el segundo y tercer lugar los equipos del desafío anterior. El equipo perdedor se envía a "El Juicio", donde deben votar para que uno de sus jugadores eliminados.

## Participantes
| Participante                                    | Edad | Equipo     | Equipo     | Equipo | Resultado final                            | Estadía  |
| ----------------------------------------------- | ---- | ---------- | ---------- | ------ | ------------------------------------------ | -------- |
| Sebastian Silva Actor.                          | 30   | Tierra     | Tierra     | Fusión | Ganador de Desafío: La Gran Batalla        | 120 días |
| Juan Jose Narvaez Nadador Olimpico.             | 20   | Fuego      | Tierra     | Fusión | 2.° lugar de Desafío: La Gran Batalla      | 120 días |
| Alejandra Iglesias Personal Trainer.            | 36   | Águilas    | Águilas    | Fusión | 3.° lugar de Desafío: La Gran Batalla      | 120 días |
| José Hernández Actor.                           | 22   | Jaguares   | Águilas    | Fusión | 14.° eliminado de Desafío: La Gran Batalla | 112 días |
| Arturo Espinosa Vendedor.                       | 36   | Barracudas | Barracudas | Fusión | 13.° eliminado de Desafío: La Gran Batalla | 105 días |
| Angélica Vélez Diseñador Gráfico.               | 35   | Águilas    | Águilas    | Fusión | 12.° eliminada de Desafío: La Gran Batalla | 98 días  |
| Abril Aguirre Enfermera.                        | 20   | Jaguares   | Barracudas | Fusión | 11.° eliminada de Desafío: La Gran Batalla | 91 días  |
| Ana María Usategui Preparador Físico.           | 29   | Barracudas | Barracudas | Fusión | 10.° eliminada de Desafío: La Gran Batalla | 84 días  |
| Jonathan Aguilera Camarero.                     | 33   | Jaguares   | Barracudas | Fusión | 9.° eliminado de Desafío: La Gran Batalla  | 77 días  |
| Diego Gómez Productor de TV.                    | 35   | Águilas    | Águilas    |        | 8.° eliminado de Desafío: La Gran Batalla  | 70 días  |
| Hernán Bermejo Oceanógrafo.                     | 32   | Águilas    | Águilas    |        | 7.° eliminado de Desafío: La Gran Batalla  | 63 días  |
| Karla Ronquillo Tutor español.                  | 31   | Jaguares   | Barracudas |        | 6.° eliminada de Desafío: La Gran Batalla  | 56 días  |
| Tinno Delgado Actor / Escritor.                 | 37   | Barracudas |            |        | 5.° eliminado de Desafío: La Gran Batalla  | 49 días  |
| Susana Garcia Modelo.                           | 25   | Jaguares   |            |        | 4.° eliminada de Desafío: La Gran Batalla  | 42 días  |
| Yenny Love Profesora de Biología.               | 32   | Barracudas |            |        | 3.° eliminada de Desafío: La Gran Batalla  | 35 días  |
| Josefina Valdéz Estudiante.                     | 26   | Barracudas |            |        | Abandona Por lesión                        | 28 días  |
| Gustavo Larrucea Instructor de Artes Marciales. | 32   | Águilas    |            |        | 2.° eliminado de Desafío: La Gran Batalla  | 21 días  |
| Jilis Molinares Representante.                  | 30   | Águilas    |            |        | 1.° eliminada de Desafío: La Gran Batalla  | 13 días  |

## Retos Territoriales
| Fecha de Emisión    | Playa Alta | Playa Media | Playa Baja |
| ------------------- | ---------- | ----------- | ---------- |
| 20 de junio de 2010 | Águilas    | Barracudas  | Jaguares   |
| 27 de junio de 2010 | Barracudas | Águilas     | Jaguares   |
| 4 de julio de 2010  | Jaguares   | Barracudas  | Águilas    |
| 11 de julio de 2010 | Jaguares   | Barracudas  | Águilas    |
| 18 de julio de 2010 | Águilas    | Barracudas  | Jaguares   |
| Fecha de Emisión    | Playa Alta | Playa Baja  |            |
| 26 de julio de 2010 | Águilas    | Barracudas  |            |
| 1 de agosto de 2010 | Águilas    | Barracudas  |            |
| 8 de agosto de 2010 | Barracudas | Águilas     |            |

## Capítulos

### Capítulo 1
Los tres equipos compitieron por las mejores condiciones de vida. Las Águilas ganaron la mejor playa, mientras que los Jaguares soportaron duras condiciones al aire libre. Al final, sin embargo, los Jaguares ganaron oprimido Inmunidad. Las Águilas y Barracudas lucharon en la segunda mitad del desafío y Diego y Jilis celebraron las Águilas de vuelta. Más tarde, Diego fue acusado de no dar su todo. En el acto de votación, Jilis comentó que todo el mundo había decidido no para trazar y mantener su personal voto. La votación terminó 3-1-1-1 contra Diego, con Hernán, Angélica y Jilis también recibieron votos. Diego se declaró su caso ante los Jaguares, que le ahorró al vetar la decisión. De forma instantánea y sin voto secreto, las Águilas tuvieron que tomar otra decisión. El equipo votó 4-1 en contra Jilis, citando su falta de capacidad atlética.

### Capítulo 2
En Playa Alta, Diego era emocional al regresar de la ceremonia de votación, donde fue elegido inicialmente apagado por las Águilas luego guardados por los Jaguares. Los Jaguares, esperando no volver a Playa Baja, destruyeron el campamento de manera que cualquiera de los equipos devueltos no tendría un comienzo fácil. Karla y Jonathan se negó a ayudar a destruir el campamento en caso de que pierdan y tuvimos que volver. Esto les enajenó del equipo y provocó una discusión entre Karla, José y Abril.
En el Desafío Territorial, Hernán (Eagles) llamó Yunior (Barracudas) por no ser un buen deportista. Los Barracudas ganaron el Desafío Territorial y los Jaguares, una vez más, quedó en tercer lugar, de regreso al campamento, destruyeron de forma prematura. Karla se emocionó al llegar al campamento destruido y Abril se molestó por las lágrimas. En Playa Alta, Tinno y Ana María discuten el peso de Yenny y pensó que deben seguir una dieta con el fin de mantenerse al día con la capacidad atlética del equipo.
En el desafío de inmunidad, las cosas se calientan en un juego de contacto completo. Tinno (Barracudas) y Oscar (Jaguares) se acercaron a la lucha, pero continuaron con el juego. Gustavo (Águilas) quedaron con lesiones graves que lo atormentaba en el desafío final. Las Águilas y Jaguares reunieron para jugar el desafío final para determinar quién votaría a un compañero de equipo. Hernán dio en el final, permitiendo José para ganar el reto para los Jaguares.
De vuelta en sus campamentos, las Águilas y Jaguares preocupados de que los Barracudas mostraría piedad y forzar una Gustavo lesionado a permanecer en el juego con el fin de debilitar al equipo de Águilas. Abril (Jaguares) expresó la opinión de su equipo en el Barracudas, llamándolos arrogante y "perros". En el acto de la votación, las Águilas votaron 3-1 contra Gustavo. Gustavo entonces se declaró a las Barracudas a dejar que se vaya. Alejandra, elegido como representante de los Eagles, pidió a los Barracudas de mostrar compasión y deje Gustavo ir, incluso causando Tinno llorar. Los Barracudas permitió Gustavo se vaya y su equipo, dijo un adiós muy emotivo.

### Capítulo 3
Los Barracudas comenzaron a discutir, específicamente los hombres. En el Desafío Territorial, Josephine (Barracudas) fue evacuado médicamente y posteriormente retirado del juego debido a una fractura en el pie. La competencia siguió y los Jaguares ganaron el derecho a permanecer en Playa Alta por primera vez desde que comenzó el juego. Al día siguiente, los Jaguares ganaron el desafío de inmunidad por segunda vez. En el desafío final entre las Águilas y Barracudas, Yenny quedó atascado en uno de los obstáculos y perdió la ventaja de su equipo. Sin embargo, los hombres reían y jugaban alrededor mientras ella luchaba por salir del barro. Por último, se les dijo a los jugadores que el tiempo asignado para el juego había terminado y las Águilas ganado por incomparecencia.
En el acto de la votación, Ana María expresó que su cuerpo estaba en el dolor, pero que no tenía la voluntad para continuar. Yenny, por otra parte, rogó a los Jaguares de dejarla salir del juego, citando problemas respiratorios y dolores en el pecho. Los Barracudas votó 4-1 en contra de Yenny y los Jaguares de acuerdo en dejarla salir, a pesar de querer originalmente para paralizar el fuerte equipo de Barracuda.

### Capítulo 4
En el Desafío Territorial, Hernán celebró las Águilas hacia atrás y su equipo estaba plagado de su canoa se hunde constantemente durante el juego. Los Jaguares ganaron su segundo Desafío Territorial consecutivo, se mantiene el control de Playa Alta. Más tarde esa noche, las chicas intentaron que Oscar no beber demasiado y le expresaron su frustración con su regañarlo.
El desafío de inmunidad era un reto que requiere a los equipos a lanzar una pelota de goma gigante en ollas de barro de los equipos rivales 'para derribarlos. Los Jaguares y Águilas se unieron en contra de la Barracudas, percibido como el equipo más fuerte físicamente y más arrogante. Tuvieron éxito y las Águilas ganaron. De regreso al campamento, los Barracudas se sorprendieron de que las Águilas aliado contra ellos en lugar de apuntar a los Jaguares, que tienen los seis miembros intactos.
La Elimination Challenge fue un desafío de baloncesto jugado en el barro y condujo a enfrentamientos más calientes. Una vez más, Oscar se acercó a la lucha con algunos de los Barracudas, empujando Yunior al final de una ronda. Los Barracudas salieron victoriosos y los Jaguares perdieron su primer Elimination Challenge.
Los Jaguares planeado para eliminar cualquiera Abril o Susana. Todos sentían Abril no estaba a la altura de lo que ella dijo que ella era capaz de (haber estado en el ejército) y que Susana no estaba lo suficientemente motivado. Susana también estaba preocupado por una alergia grave de la piel que cubre todo su cuerpo. En el acto de juicio, los Jaguares expulsada Susana 5-1 y las Águilas decidió no vetar la decisión.

### Capítulo 5
Las Águilas discuten cómo su decisión de no vetar el voto de los Jaguares fue una oportunidad para forjar posiblemente una alianza con ellos. En el campamento de los Barracudas ', el romance entre Tinno y Ana creció. En el Desafío Territorial, los Jaguares llegaron a una ventaja temprana, pero con el tiempo las Águilas de ellos se sobrepusieron para ganar el desafío. Los Barracudas aterrizó de nuevo en el segundo lugar y los Jaguares fueron enviados a Playa Baja.
En Playa Baja, Diego encontró un lagarto muerto para los Jaguares para comer. José describió haber crecido en México y, a veces, no tener comida, comparándolo con Playa Baja. Oscar y Abril se enfrentaron por lo que Oscar visto como la inmadurez de su parte. José se dio cuenta de que los demás se estaban hartos de Abril pero él disfrutaba de su compañía. Las Águilas discuten querer los Barracudas de deshacerse de Yunior debido a su actitud arrogante.
Las Águilas ganaron su segundo desafío de inmunidad en una fila, pero Alejandra educados falta de atletismo de Diego. En el campamento de los Barracudas, Arturo mencionó que Ana María se ralentizan, pero que desde que ella era la única mujer en el equipo, los hombres entendidos.
Los Jaguares ganaron el desafío de eliminación contra los Barracudas. Arturo celebró Tinno responsable de perder el desafío. Arturo y Yunior sentían vulnerables debido a Tinno y la alianza de Ana. Ana sintió que estaba siendo llamado débil solo por su género. Sorprendentemente, Ana no ha recibido un solo voto. Los votos terminaron 2-2 entre Tinno y Yunior, cuyos destinos se quedaron hasta el jurado. Las Águilas decidieron eliminar el más fuerte de los dos: Tinno.

### Capítulo 6
- Desafío territorial: Cada equipo tenía que elegir un capitán de participar. Cada capitán tendrá que pararse en un bloque de las uñas de forma indefinida. El equipo que pierda tiene que desintegrarse y que sus miembros se dividieron entre los dos equipos restantes. Los dos equipos restantes se dividirán "Playa Alta" y "Playa Baja". Los capitanes de la competencia fueron Hernán (Águilas), Arturo (Barracudas) y José (Jaguares).
  - Ganador: Águilas

- Desafío de Salvación: Un concursante será colgado por una cuerda, instruyendo a su / sus compañeros de equipo con los ojos vendados para caminar alrededor de un encuentro de golf bolsas. Cada bolsa contenía las piezas de un rompecabezas con la palabra "Desafío". Después de reunir todas las piezas, el concursante que colgaba tuvo que construir el puzle y montarlo en un tablero.
  - Ganador: Águilas

- Desafío final: Los concursantes tendrán que construir un rompecabezas asignado por el sistema, el uso de varias figuras. Luego tuvieron que correr a través de una carrera de obstáculos sin que se caiga de las cifras. Para cada curso completado, el concursante gana un punto. El primer concursante en ganar 7 puntos, gana.
  - Ganador: Yunior
  - Eliminado: Karla
- Primera transmisión: 26 de julio de 2010

### Capítulo 7
- Desafío Territorial: Los concursantes tuvieron que completar una carrera de obstáculos en el agua mientras está esposado en parejas. El último único concursante tendría que llevar la bandera del equipo a través del curso y lo puso en un poste al llegar al final.
  - Ganador: Águilas

- Desafío de Salvación: Los concursantes tenían que competir uno a uno en varios retos de fuerza, equilibrio y resistencia. Cada equipo gana un punto por cada uno de sus concursantes que gana su reto individual.
  - Ganador: Barracudas

- Desafío final: Los concursantes tuvieron que completar una carrera de obstáculos con una cesta atada a la espalda. Al final del curso, tuvieron que utilizar una catapulta para poner dos bolsas de frijoles en la cesta. Luego tuvieron que regresar por el mismo camino de obstáculos, poniendo las dos bolsas de frijoles en una caja. El concursante que trae 10 bolsas gana.
  - Ganador: José
  - Eliminado: Hernán
- Primera transmisión: 1 de agosto de 2010

### Capítulo 8
- Desafío Territorial: Los concursantes tuvieron que nadar a través de una carrera de obstáculos mientras que la recolección bolsas con bloques de colores. Después de recoger todas las bolsas, dos concursantes tenían que organizar los bloques a lo largo de una viga de madera estrecho en el agua y derrocar a ellos como fichas de dominó .
  - Ganador: Barracudas

- Desafío de Salvación: Los concursantes tenían que competir uno a uno en varios boxeo partidos a lo largo de un poste de madera.
  - Ganador: Barracudas

- Desafío final: Los concursantes tuvieron que completar una carrera de obstáculos y tocar la bocina al final, después de regresar a la línea de salida a lo largo de la misma manera.
  - Ganador: José
  - Eliminado: Diego
- Primera transmisión: 8 de agosto de 2010

### Capítulo 9
- Desafío de Salvación # 1: Los concursantes deben completar una carrera de obstáculos dividida en ocho secciones. Después de que se complete cada sección, la última concursante es eliminado, hasta que solo quedan dos en la final.
  - Ganador: Yunior

- Desafío de Salvación # 2: Los concursantes deben ir y venir a través de un curso durante un período de tiempo especificado. Si un competidor no lo hace de nuevo a la línea de salida dentro de dicho tiempo, él / ella se elimina. El último concursante gana.
  - Ganador: Alejandra

- Desafío a Muerte: Los concursantes deberán subir a una torre y leer un pergamino con coordenadas . Entonces, tienen que volver a bajar, caminar a través de una viga de madera y atar un par de cuerdas a través de una brújula gigante de acuerdo a las coordenadas que leen. A continuación, deben cavar en el lugar de las cuerdas se cruzan, encontrar una bandera, y subir de nuevo a la torre de leer los siguientes coordenadas. El concursante que encontrar cinco banderas gana.
  - Ganador: Oscar
  - Eliminado: Jonathan
- Primera transmisión: 15 de agosto de 2010

### Capítulo 10
- Desafío de Salvación # 1: Los concursantes tendrán que caminar a través de una carrera de obstáculos con las manos y los pies atados con cadenas. Al final del curso, tendrán que deshacer un nudo y convertir una polea para levantar un peso. Después, tienen que volver a la línea de salida.
  - Ganador: Yunior

- Desafío de Salvación # 2: Los concursantes tendrán que pararse sobre una caja con 5 vigas de mantener su equilibrio. Con el tiempo, las vigas serán eliminados uno por uno, en última instancia, dejando a los concursantes de pie en un solo haz. El concursante que tiene su / su equilibrio durante más tiempo gana
  - Ganador: José

- Desafío a Muerte: Los concursantes tendrán una cuerda atada a su cintura. Tendrán que seguir la cuerda a través de una carrera de obstáculos en el agua, desentrañando a medida que avanzan. Al final, tienen que nadar hasta un cuerno en el agua, que van a ser capaces de llegar si se descubrió la cuerda por completo. El primer concursante que tocar los triunfos del cuerno.
  - Ganador: Abril
  - Eliminado: Ana María

Primera transmisión: 23 de agosto de 2010

### Capítulo 11
- Desafío de Salvación # 1: Los participantes se turnan para utilizar una catapulta en una plataforma en el interior del océano, para lanzar una pelota de fútbol con los otros concursantes en el agua. El que coge la bola tiene que encestar en la canasta con el nombre del concursante que quieren eliminar. Cuando los concursantes acumulan 5 puntos en su contra, que son eliminados del juego. El que permanece en la final, gana.
  - Ganador: Angélica

- Desafío de Salvación # 2: Los participantes caminarán a través de una carrera de obstáculos con los ojos vendados. En el otro extremo, que tomarán las piezas de un rompecabezas de una caja, y caminar de regreso de nuevo a través de la carrera de obstáculos para poner las piezas en una mesa con su nombre. El que trae seis piezas y los pone en su lugar, gana.
  - Ganador: Alejandra

- Desafío a Muerte: Los concursantes caminarán a través de una carrera de obstáculos hasta llegar a una viga de madera en pie a varios metros por encima del suelo. Con una cuerda con un gancho al final, van a tener que tomar un pecho y llevarlo al punto de partida. Ellos tendrán que repetir el proceso para tres cofres, con el haz que estarán de pie en, más alto cada vez. Cuando han traído los tres cofres, van a tener que abrirlos y construir un rompecabezas. El que termina primero, gana.
  - Ganador: Arturo
  - Eliminado: Abril
- Primera transmisión: 29 de agosto de 2010

## Votos

### Votos de Eliminación
|              | Equipos Originales | Equipos Originales | Equipos Originales | Equipos Originales | Equipos Originales | Equipos Fusionados | Equipos Fusionados   | Equipos Fusionados |
| ------------ | ------------------ | ------------------ | ------------------ | ------------------ | ------------------ | ------------------ | -------------------- | ------------------ |
| Episodio #:  | 1                  | 2                  | 3                  | 4                  | 5                  | 6                  | 7                    | 8                  |
| Eliminación: | Jilis 4/1 votos    | Gustavo 4/1 votos  | Yenny 4/1 votos    | Susana 5/1 votos   | Tinno 2/2 votos    | Karla 4/2 votos    | Hernán 3/1/1/1 votos | Diego 4/1 votos    |
| Votante      | Voto               | Voto               | Voto               | Voto               | Voto               | Voto               | Voto                 | Voto               |
| Abril        |                    |                    |                    | Susana             |                    | Karla              |                      |                    |
| Alejandra    | Jilis              | Gustavo            |                    |                    |                    |                    | Angélica             | Diego              |
| Ana          |                    |                    | Yenny              |                    | Yunior             | Karla              |                      |                    |
| Angélica     | Jilis              | Gustavo            |                    |                    |                    |                    | Oscar                | Diego              |
| Arturo       |                    |                    | Yenny              |                    | Tinno              | Karla              |                      |                    |
| Diego        |                    | Gustavo            |                    |                    |                    |                    | Hernán               | Alejandra          |
| Jonathan     |                    |                    |                    | Susana             |                    | Abril              |                      |                    |
| José         |                    |                    |                    | Susana             |                    |                    | Hernán               | Diego              |
| Oscar        |                    |                    |                    | Susana             |                    |                    | Hernán               | Diego              |
| Yunior       |                    |                    | Yenny              |                    | Tinno              | Karla              |                      |                    |
| Hernán       | Jilis              | Gustavo            |                    |                    |                    |                    | Diego                |                    |
| Karla        |                    |                    |                    | Susana             |                    | Abril              |                      |                    |
| Tinno        |                    |                    | Yenny              |                    | Yunior             |                    |                      |                    |
| Susana       |                    |                    |                    | Abril              |                    |                    |                      |                    |
| Yenny        |                    |                    | Arturo             |                    |                    |                    |                      |                    |
| Gustavo      | Jilis              | Angélica           |                    |                    |                    |                    |                      |                    |
| Jilis        | Angélica           |                    |                    |                    |                    |                    |                      |                    |

Decisiones de voto
- Episodio 01: Las Águilas originalmente votaron 3-1-1-1 contra Diego, Diego votando por Hernán, y Jilis para Angélica, y Angélica para Jilis .
- Episodio 02: Ninguno
- Episodio 03: Ninguno
- Episodio 04: Ninguno
- Episodio 05: Desde los votos de las Barracudas terminó empate, Las Águilas se desempeñó en los criterios para el desempate .
- Episodio 06: Las Barracudas originalmente votaron 5-1 contra Jonathan, y Jonathan votó por Abril.
- Episodio 07: Ninguno
- Episodio 08: Las Águilas originalmente votaron 4-1 contra Angélica, y Angélica votó por Oscar.